# Geheim kamerheer met Kap en Degen
Een geheim kamerheer met Kap en Degen (Italiaans: cameriere segreti di spada e cappa) was een hoge erefunctie aan het pauselijk hof. In 1968 werd dit ambt sterk vereenvoudigd en ten slotte in 2013 geheel afgeschaft.

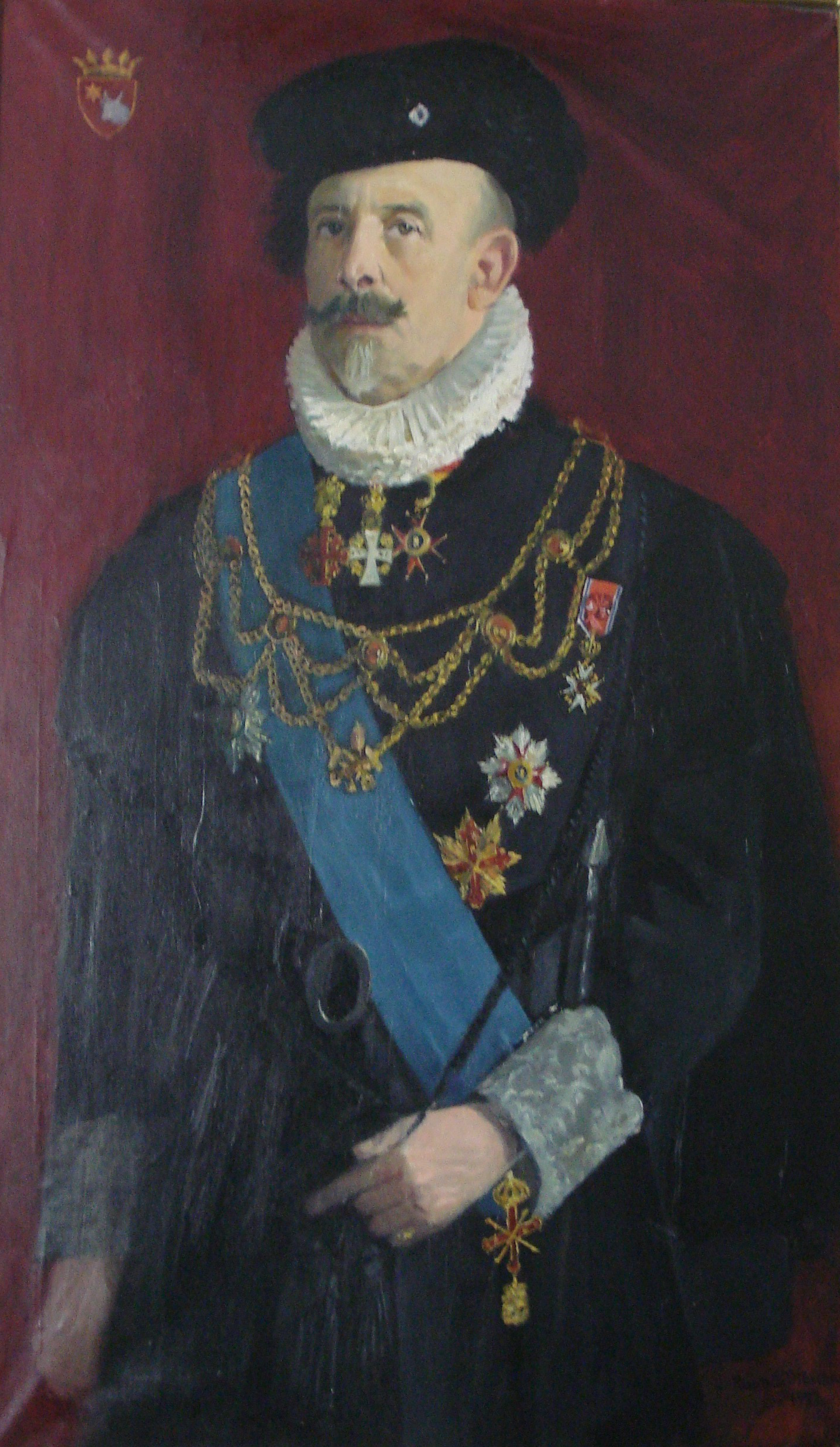
Graaf in de pauselijke adelstand en geheim kamerheer Christopher de Paus, een Noorse katholieke grootgrondbezitter en filantroop

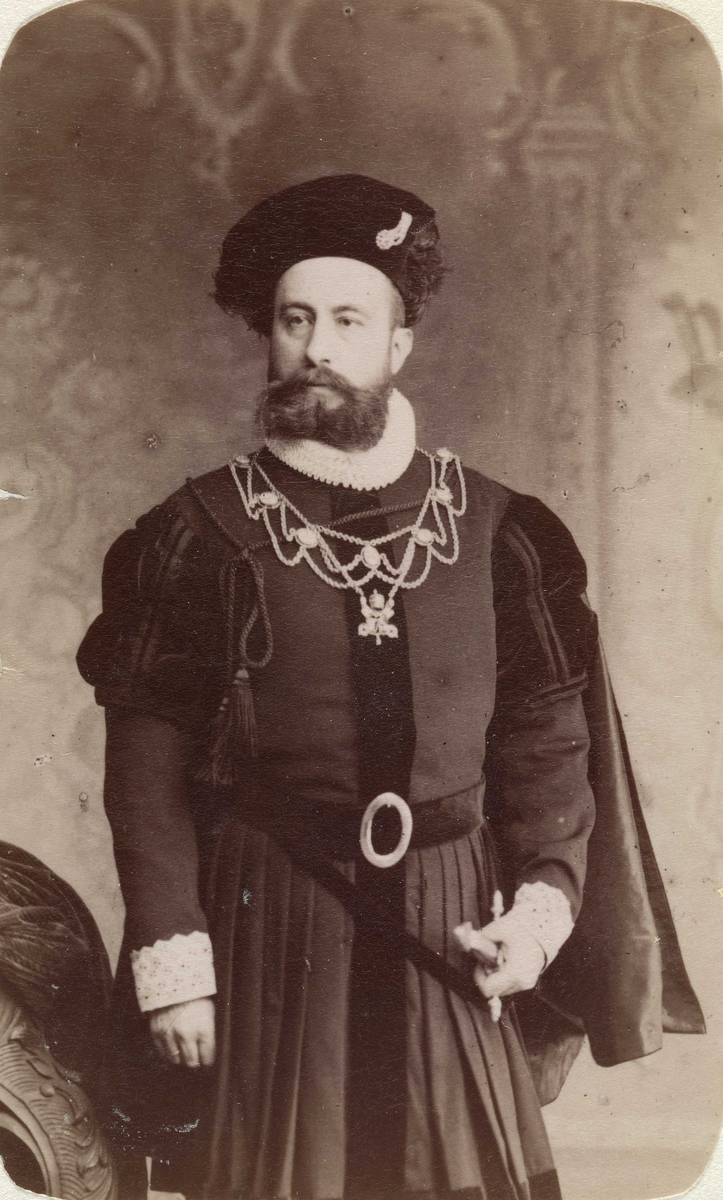
De Noorse baron en geheim kamerheer Wilhelm Wedel-Jarlsberg in hofkleding

## Functie
De eretitel werd tot 1968 aan adellijke katholieken verleend. De geheim kamerheer met Kap en Degen moest van adel zijn, in tegenstelling tot een ere-kamerheer met Kap en Degen. "Geheim" betekent in het spraakgebruik van de hoven niet meer dan "persoonlijk" zoals in "geheime raad" of "geheim archief".
Een Nederlandse geheim kamerheer met Kap en Degen was Willem Dreesmann. Hij werd in 1929, nadat hij in 1926 tot graaf in de pauselijke adel te zijn benoemd (hem was in 1924 al pauselijke adeldom verleend), geheim kamerheer met Kap en Degen; vanaf 1923 was hij al een ere-kamerheer.
De kamerheren van de pausen deden als familiares, leden van de Famiglia Pontificia, dienst aan het hof in Rome en Castel Gandolfo. Zij deden dienst tijdens audiënties en omringden, samen met gardisten priesters en tal van andere functionarissen en hoogwaardigheidsbekleders de paus wanneer deze zijn intrede deed in de Sint-Pieter. Paus Paulus VI heeft in 1968 de pracht en praal van het hof sterk beperkt.
Aan het pauselijk hof konden zowel leken als geestelijken kamerheer worden. De leken moesten de paus gedurende ten minste een week per jaar dienen. De rijen van de kamerheren werden gevuld met vooraanstaande katholieken en de leden van de Italiaanse adel. Nadat de Italiaanse koning het rijk van de pausen had geannexeerd werden de kamerheren veelal uit de rangen van de "zwarte adel", de pausgezinde Italiaanse adelsfamilies gerekruteerd.
Onder de niet-Italianen werden politici en rijke filantropen uitverkoren. De voordrachten kwamen van de bisschoppen en werden via de nuntius ingediend. Voor een geestelijke was een benoeming tot kamerheer vaak een laatste trede op de ladder vóór het verwerven van de kardinaalshoed.

## Geschiedenis
In documenten uit de tijd van paus Leo I (440-461) worden voor het eerst de pauselijke huishouding en de pauselijke kamerheren, die als persoonlijk begeleiders op de Paus in zijn privé-appartementen verbleven, genoemd.
Het aantal pauselijke kamerheren was nooit groot en een benoeming was voor geestelijken een belangrijke stap in een kerkelijke carrière. Voor leken was het teken dat zij zeer in de gunst van de Katholieke Kerk stonden.
De kamerheren genoten verschillende privileges; zo waren zij lange tijd ambtshalve ridder in de Orde van de Gulden Spoor en lid van de Militia Aurata en ingeschreven edelen van Rome en Avignon. Voorafgaand aan de hervormingen van het Tweede Vaticaans Concilie werd verwacht dat ze als leden van het pauselijk hof persoonlijke assistentie verleenden aan de paus tijdens diens representatie en de formele staatsgelegenheden. Van deze verplichting werd desgevraagd dispensatie verleend.

## Versierselen
De kamerheren liepen achter de Sedia Gestatoria. Over hun ambtskostuum in renaissancestijl werd een gouden ambtsketen gedragen. Een kamerheer droeg aan het hof een kostbaar zwartlakense jas met een geplisseerde kraag (model "molensteen"), wit kant dat over de zwarte mouwen was getrokken en een sabel. De kamerheren droegen een kniebroek, zwarte kousen en zwarte schoenen. Voor minder plechtige gelegenheden was een eenvoudiger en moderner zwart ambtskostuum met gouden borduursel op kraag en mouwen voorgeschreven. Deze kleding moest in Rome worden vervaardigd,
De gouden keten bestond uit diverse, in medaillons samenkomende, strengen fijne gouden schakels waaraan in goud het pauselijk wapen met de twee sleutels en de tiara is gehangen.
De aanspreektitel voor priesters die pauselijk kamerheer waren was "Zeer Eerwaarde Heer". Sinds 1968 werden de geestelijken die ook kamerheren waren vervangen door de nieuwe charge van "Kapelaan van Zijne Heiligheid", die recht geeft op de hooggewaardeerde aanspreektitel "Monseigneur".
In de kerkelijke heraldiek was het gebruikelijk dat leken hun gouden ketting als teken van hun waardigheid rond hun wapenschild hingen. Alle benoemingen tot kamerheer werden aangekondigd in de Acta Apostolicae Sedis.

## Teloorgang van de erefunctie
In de jaren 50 en 60 deden de kamerheren nog dienst in het Vaticaan. Zij waren in hun prachtige uniformen aanwezig bij belangrijke katholieke plechtigheden zoals de viering van het honderdjarig herstel van de kerkprovincie, het eucharistisch congres en de begrafenis van Kardinaal de Jong in 1955.
Paus Paulus VI heeft het pauselijk hof in het Vaticaan in 1968 sterk vereenvoudigd. De ere-kamerheren en geheim kamerheren werden vervangen door in rokkostuum geklede kamerheren die "Gentiluomini di Sua Santità" oftewel "Heren van Zijne Heiligheid" werden genoemd.
Paus Franciscus besloot kort na zijn aantreden in 2013 om de functie van kamerheer helemaal af te schaffen, omdat hij deze archaïsch en onnuttig achtte, en in sommige gevallen schadelijk, vanwege de recente schandalen rond lekenkamerheren die zichzelf financieel bevoordeelden, zoals Angelo Balducci en Francesco La Motta.

## Nederlandse kamerheren

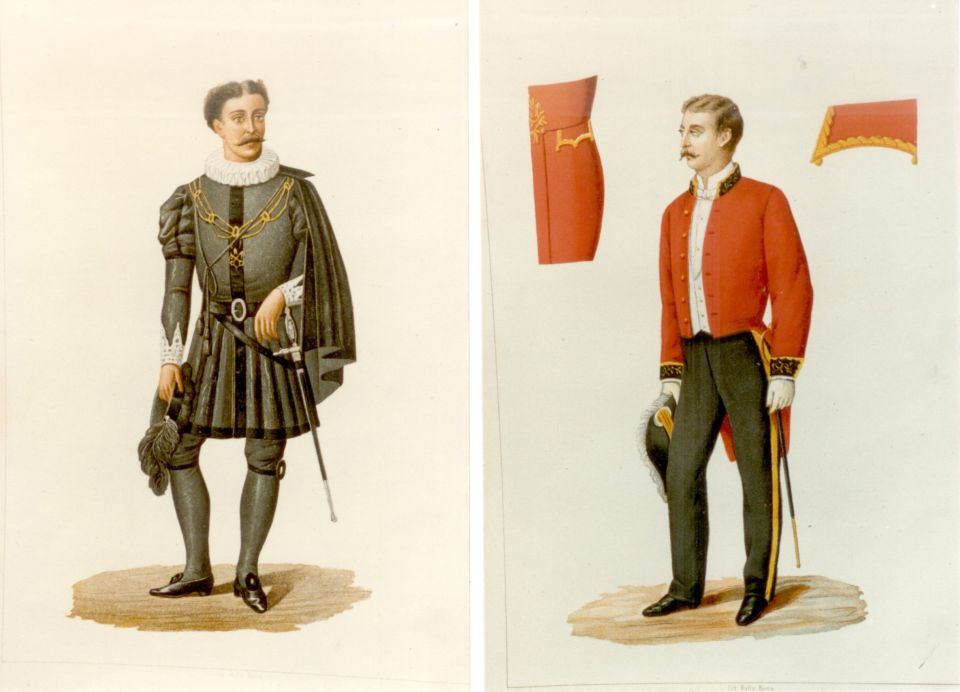
Geheime kamerheren in het vroegere hof- en stadsuniform

In Nederland waren vooral Brabant en Limburg goed vertegenwoordigd onder de pauselijke kamerheren. Nederlanders die tot de Nederlandse adel behoorden werden Geheim Kamerheer, burgers werden Ere-Kamerheer. Graaf Dreesmann was Geheim Kamerheer op grond van zijn pauselijke adeldom.
- Geheim Kamerheer Mgr. Martinus Niewindt (1796-1860), benoemd in 1840, bisschop van Cytrum en eerste apostolisch vicaris Curaçao;
- Geheim Kamerheer Mgr. Ferdinand Kieckens (1827-1893), benoemd in 1880, stichter en rector St. Elisabeth Gasthuis, Curaçao (SEHOS);
- Geheim Kamerheer Hendrik graaf van Bylandt (1863 - 1932);
- Geheim Kamerheer Willem Dreesmann (1885 - 1955), benoemd in 1929 (pauselijk adeldom in 1924), ondernemer;
- Geheim Kamerheer Mgr. Antonius Gerardus Ellis (1873-1951), benoemd in 1943, Rector Pensionaat Welgelegen, Curaçao;
- Geheim Kamerheer Mgr. Toon Ramselaar (1899-1981), benoemd in 1950;[6]
- Geheim Kamerheer P.C. de Brouwer (1874 - 1961), classicus en Brabant-emancipator;
- Geheim Kamerheer Rudolf Leonardus Hubertus Josephus Maria graaf de Marchant et d'Ansembourg (1884 - 1952);
- Ere-kamerheer Jacobus Grooff (1800-1852), benoemd in 1840, bisschop in Ned.-Indië, apostolisch prefect in Suriname;
- Ere-kamerheer S.A.H. Meurkens (1813 – 1891), benoemd in 1864, missionaris en pro-vicaris te Suriname;
- Ere-kamerheer C.F.F. Kieckens (1862-1927), directeur comité bedevaarten naar Lourdes, Rome en Montmartre;
- Kamerheer Henricus Adrianus Josephus Maria Heijmeijer (1892 - 1966), benoemd in 1928;
- Kamerheer Ernst Engelbert Marie Cornelis Laane (1864 - 1931);
- Kamerheer Willem Pieter Johannes Croon uit Wassenaar (1896 - 1978);
- Kamerheer Willem baron Michiels van Kessenich (1902-1992), burgemeester van Beek en Maastricht;
- Kamerheer Stephanus Wilhelmus Nicolaas Arntz uit Nijmegen (1879 - 1964);
- Kamerheer P.J.M. Spoorenberg uit Rotterdam;
- Kamerheer Willem Petrus Adrianus Mutsaers (1833-1907), burgemeester van Tilburg;
- Kamerheer Jacobus Gerardus de Bruijn (1825-1908), lid Tweede Kamer, lid Eerste Kamer;
- Kamerheer Christianus Joannes Antonius Heydenrijck (1832-1911), lid Tweede Kamer, lid Raad van State;
- Kamerheer Walther Simon Joseph van Waterschoot van der Gracht (1845 - 1921), advocaat, lid Eerste Kamer;
- Kamerheer Willem van Waterschoot van der Gracht (1873 - 1943), jurist en geoloog;
- Kamerheer Piet De Gruyter (1795 - 1867), ondernemer;
- Kamerheer Leo Brenninkmeijer (1905 - 1966), ondernemer.